# Miroslav Košler
Miroslav Košler (25. července 1931 v Praze – 20. září 2016 tamtéž) byl český sbormistr, dirigent a pedagog.

## Život
Pocházel z muzikantské rodiny, jeho otec byl členem orchestru Národního divadla. Starší bratr Zdeněk (25. března 1928 – 2. července 1995) byl významný český dirigent.
V roce 1962 úspěšně absolvoval dirigentský obor na Akademii múzických umění v Praze. Již od roku 1951 působil jako sbormistr Pěveckého sboru ČKD Praha (dnešní Pražský smíšený sbor), od roku 2010 byl jeho čestným uměleckým ředitelem. V letech 1970 až 1995 byl hlavním sbormistrem Pražského mužského sboru FOK. V roce 2005 se stal druhým sbormistrem profesionálního sborového tělesa Pražského filharmonického sboru.
S uvedenými soubory, především pak s Pražským smíšeným sborem (dříve Pěvecký sbor ČKD), absolvoval četná koncertní turné v zahraničí (Spojené státy, Japonsko, Izrael).
V uměleckých kruzích byl znám svou objevnou dramaturgií. S Pražským smíšeným sborem poprvé provedl celou řadu děl soudobých českých autorů, Petra Ebena, Zdeňka Lukáše, Antonína Tučapského a Zdeňka Pololáníka. Vynikající kritiky doprovázejí jeho koncerty na předních hudebních festivalech Pražské jaro, Dresdner Musikfestspiele, Bruckner Musikfestival Linz, Bodensee Festival, Bratislavské hudební slavnosti, Holland Festival ap.
Několikrát úspěšně spolupracoval se světovými dirigenty Zubinem Mehtou, Vladimírem Válkem, Jiřím Bělohlávkem a dalšími při provedení vrcholných děl světové hudební tvorby.
Často byl zván do porot mezinárodních soutěží sborového zpěvu (Verona, Gorizia, Spittal, Jersey, Arnheim, Azzano ad.) Své umělecko-organizační schopnosti uplatnil rovněž jako ředitel Mezinárodního hudebního festivalu Prager Winter a mezinárodní soutěže Praga Cantat, či Pražských sborových dnů.
Významná byla i jeho činnost pedagogická. Od roku 1993 vyučoval obor dirigování na Pražské konzervatoři, o rok později se stal pedagogem stejného oboru na katedře hudební výchovy Pedagogické fakulty Univerzity Karlovy v Praze. Pod jeho vedením vyrostlo několik výrazných dirigentských a sbormistrovských osobností (např. Marko Ivanović, Solon Kladas, Jiří Petrdlík, Jan Steyer, Jakub Zicha).
20. prosince 2010 převzal z rukou ministra kultury Jiřího Bessera medaili Artis Bohemiae Amicis.